# 1908 en Espagne
Cet article présente les faits marquants de l'année 1908 en Espagne.

## Décès
- 31 mars : Francisco Alió, compositeur et pianiste espagnol (° 24 mars 1862).
- 18 juillet : Jaime Nunó, compositeur espagnol (° 8 septembre 1824).
- 20 juillet : Federico Chueca, compositeur espagnol, célèbre pour ses zarzuelas (° 5 mai 1846).
- 20 septembre : Pablo de Sarasate, violoniste et compositeur espagnol (° 10 mars 1844).
- 13 octobre : Serranito (Hilario González Delgado), matador espagnol (° 21 décembre 1883).